# 크리세이스

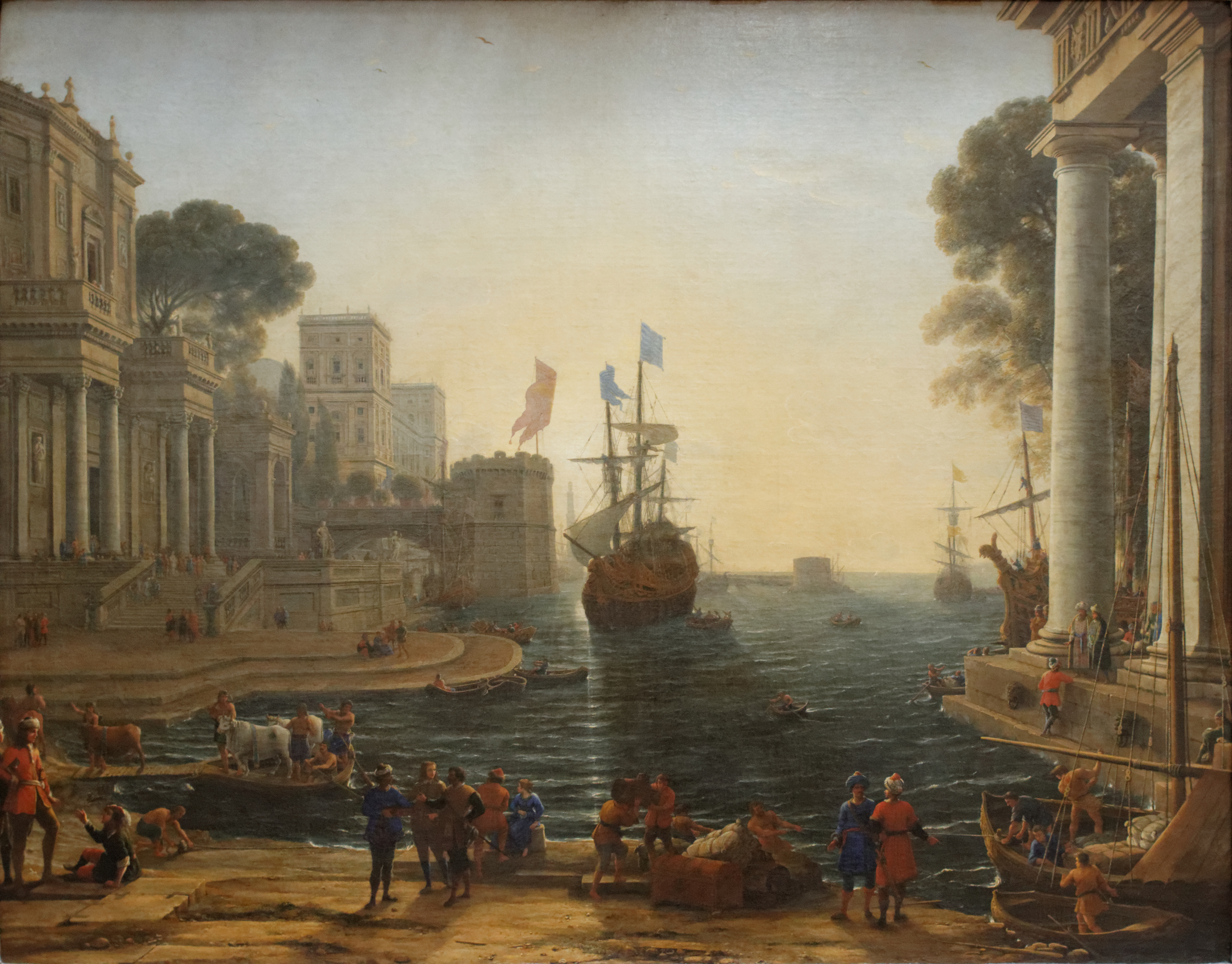
오디세우스가 크리세이스를 아버지에게 돌려주고 있음. 클로드 로랭 1644년작.

크리세이스(그리스어: Χρυσηΐς, 크뤼세이스라고도 발음함)는 그리스 신화에서 트로이아의 여자이다. 아폴론 신전의 사제인 크리세스의 딸이다. 그녀의 이름의 뜻은 ‘'크리세스'의 딸’이란 뜻이며 후대의 주석가들에 따르면 원래 이름은 아스튀노메라고 한다.

## 일리아스의 크리세이스
호메로스의 일리아드는 크리세스가 딸 크리세이스의 몸값으로 많은 선물과 아폴론의 홀을 들고 그리스 진영으로 찾아오는 장면으로 시작된다. 크리세이스는 트로이아에 원정온 그리스 군의 총사령관 아가멤논이 전리품으로 취하여 첩으로 삼았다. 아가멤논은 그녀가 그리스에 남아 있는 자신의 아내보다 더 좋아하며 그녀의 용모나 몸매, 재치와 솜씨가 뛰어나다고 밝히고 있다.(일리아스 제1권 111~115행.) 그러나 아가멤논은 크리세스의 간청을 들어주지 않았고 모욕해서 돌려보냈다. 이에 화가난 아폴론이 그리스 진영에 역병을 돌게 했다.
그리스군의 뛰어난 예언자 칼카스는 이 역병이 아폴론이 내린 재앙이며 크리세이스를 아버지 크리세스에게 돌려주어야 끝이 난다고 예언했다. 아가멤논은 오딧세우스를 시켜 크리세이스를 아버지에게 돌려 보내면서 그에 대한 보상으로 아킬레우스가 전리품으로 챙긴 브리세이스를 자신의 몫으로 데려오게 했다.
아킬레우스는 아가멤논의 이러한 조치에 화가 잔뜩나서 더 이상 전쟁에 관여하지 않겠다고 선언하고 자신의 막사에 틀어박혔다. 이러한 내용이 일리아스의 주요 모티브를 이룬다. 히기누스에 따르면 크리세이스는 아가멤논과의 사이에서 아들을 낳았다고 한다.

## 다른 인물들
그리스 신화에는 크리세이스라는 이름을 가진 다른 인물들이 나온다
- 오케아노스와 테튀스의 딸들인 오케아니스 중의 하나의 이름이 크리세스이다.
- 테스피오스의 딸들중에도 크리세스라는 이름을 가진 딸이 있다. 그녀는 헤라케스라는 아들을 낳았다.